# Saito Keita
Keita Saito (齋藤 恵太 Saito Keita, sinh ngày 31 tháng 3 năm 1993 ở Miyagi) là một cầu thủ bóng đá người Nhật Bản thi đấu cho Mito HollyHock.

## Sự nghiệp
Saito gia nhập câu lạc bộ J3 League Fukushima United FC năm 2015. Năm 2016, anh chuyển đến câu lạc bộ tại J2 League Roasso Kumamoto.

## Thống kê câu lạc bộ
Cập nhật đến ngày 23 tháng 2 năm 2016.
| Thành tích câu lạc bộ | Thành tích câu lạc bộ | Thành tích câu lạc bộ | Giải vô địch | Giải vô địch | Cúp                   | Cúp                   | Tổng cộng | Tổng cộng |
| Mùa giải              | Câu lạc bộ            | Giải vô địch          | Số trận      | Bàn thắng    | Số trận               | Bàn thắng             | Số trận   | Bàn thắng |
| Nhật Bản              | Nhật Bản              | Nhật Bản              | Giải vô địch | Giải vô địch | Cúp Hoàng đế Nhật Bản | Cúp Hoàng đế Nhật Bản | Tổng cộng | Tổng cộng |
| --------------------- | --------------------- | --------------------- | ------------ | ------------ | --------------------- | --------------------- | --------- | --------- |
| 2015                  | Fukushima United FC   | J3 League             | 28           | 8            | 0                     | 0                     | 28        | 8         |
| Tổng cộng sự nghiệp   | Tổng cộng sự nghiệp   | Tổng cộng sự nghiệp   | 28           | 8            | 0                     | 0                     | 28        | 8         |